# Paweł z Nisibis
Paweł z Nisibis (VI wiek) – syryjski pisarz, biskup Nisibis (od 551 roku), jeden z największych egzegetów nestoriańskich, kierownik szkoły teologicznej w Adiabene. Bronił nestorianizmu przed cesarzem Justynianem, a występował przeciw mesalianom. Brał udział w debatach z manichejczykami. 
Jest autorem pisma pod tytułem Zasady prawa Bożego (zachowane w łacińskim tłumaczeniu Juniliusza).